# العلاقات القطرية المولدوفية
العلاقات القطرية المولدوفية هي العلاقات الثنائية التي تجمع بين قطر ومولدوفا.

## مقارنة بين البلدين
هذه مقارنة عامة ومرجعية للدولتين:
| وجه المقارنة                                              | قطر           | مولدوفا                           |
| --------------------------------------------------------- | ------------- | --------------------------------- |
| المساحة (كم2)                                             | 11.44 ألف     | 33.85 ألف                         |
| عدد السكان (نسمة)                                         | 2.64 مليون    | 2.55 مليون                        |
| الكثافة السكانية (ن./كم²)                                 | 230.77        | 75.33                             |
| العاصمة                                                   | الدوحة        | كيشيناو                           |
| اللغة الرسمية                                             | اللغة العربية | اللغة المولدوفية، اللغة الرومانية |
| العملة                                                    | ريال قطري     | ليو مولدوفي                       |
| الناتج المحلي الإجمالي (بليون دولار)                      | 167.61 مليار  | 8.13 مليار                        |
| الناتج المحلي الإجمالي (تعادل القوة الشرائية) بليون دولار | 316.40 مليار  | 17.94 مليار                       |
| الناتج المحلي الإجمالي الاسمي للفرد دولار أمريكي          | 73.65 ألف     | 3.65 ألف                          |
| الناتج المحلي الإجمالي للفرد دولار أمريكي                 | 141.54 ألف    | 4.98 ألف                          |
| مؤشر التنمية البشرية                                      | 0.850         | 0.693                             |
| رمز المكالمات الدولي                                      | +974          | +373                              |
| رمز الإنترنت                                              | .qa           | .md                               |
| المنطقة الزمنية                                           | ت ع م+03:00   | ت ع م+02:00، ت ع م+03:00          |

## منظمات دولية مشتركة
يشترك البلدان في عضوية مجموعة من المنظمات الدولية، منها:
| علم المنظمة | اسم المنظمة                               | تاريخ انضمام قطر | تاريخ انضمام مولدوفا |
| ----------- | ----------------------------------------- | ---------------- | -------------------- |
|             | يونسكو                                    | 27 يناير 1972    | 27 مايو 1992         |
|             | وكالة ضمان الاستثمار متعدد الأطراف        | 22 أكتوبر 1996   | 9 يونيو 1993         |
|             | الأمم المتحدة                             | 21 سبتمبر 1971   | 2 مارس 1992          |
|             | الاتحاد البريدي العالمي                   | ?                | ?                    |
|             | البنك الدولي للإنشاء والتعمير             | 25 سبتمبر 1972   | 12 أغسطس 1992        |
|             | الاتحاد الدولي للاتصالات                  | 27 مارس 1973     | 20 أكتوبر 1992       |
|             | منظمة حظر الأسلحة الكيميائية              | ?                | ?                    |
|             | مؤسسة التمويل الدولية                     | 11 أكتوبر 2008   | 10 مارس 1995         |
|             | المركز الدولي لتسوية المنازعات الاستشارية | 20 يناير 2011    | 4 يونيو 2011         |
|             | منظمة التجارة العالمية                    | ?                | ?                    |
|             | منظمة الشرطة الجنائية الدولية             | ?                | ?                    |

## وصلات خارجية
- موقع وزارة الخارجية القطرية
- موقع وزارة الخارجية المولدوفية